# Zoom (програма)
Zoom — програма для організації відеоконференцій, розроблена компанією Zoom Video Communications. Вона надає сервіс відеотелефонії, який дозволяє підключати одночасно до 100 пристроїв безкоштовно, з 40-хвилинним обмеженням для безкоштовних акаунтів. Користувачі мають змогу підвищити рівень обслуговування, використовуючи один з тарифних планів, з максимальною кількістю підключень до 500 осіб одночасно, без обмежень по часу.
Під час пандемії COVID-19 стався найбільший сплеск популярності Zoom для віддаленої роботи, дистанційного навчання і соціального спілкування з використанням інтернету.

## Історія
Спочатку у Zoom була можливість проводити конференції за участю до 15 учасників. 25 січня 2013 року програма була удосконалена, щоб нею могли одночасно користуватися до 25 учасників на екрані пристрою. Версія 2.5 програми ще більше розширила можливості, допускаючи до 100 учасників в одній конференції.
Існуюча версія програми дає можливість одночасного спілкування в зустрічі до 500 учасників. Zoom використовує клієнтське шифрування з використанням 256-бітного алгоритму Advanced Encryption Standard (AES 256) для представлення вмісту. станом на жовтень 2015 року нижня межа 25 учасників відео-зборів була збільшена до 100. В період з 2015 по середину 2016 року Zoom Video Communications оголосила про вбудовану підтримку Skype для бізнесу та інтеграцію з Slack.
Спочатку ранні послідовники, такі як Уолт Моссберг, були стурбовані тим, що якість Zoom може постраждати, коли до пулу приєдналося більше користувачів. У 2012 році у Zoom було «лише близько 1000 осіб, які користувалися сервісом». За словами Моссберга, «можливо, що якщо його використовуватимуть мільйони, можуть постраждати швидкість і якість». У своєму огляді The Wall Street Journal він зазначив, що «Zoom — приваблива альтернатива» Skype або Google Hangouts . В цей період перед випуском, євангеліст технологій малого бізнесу Рамон Рей мав можливість використовувати Zoom. У SmallBizTechnology Стефані Фаріс розповідає про досвід Рея з програмним забезпеченням, кажучи, що «Рамон був також вражений тим, як один з віддалених співробітників [sic] відеоконференції зміг поділитися своїм екраном». Саме ця пробна зустріч відбулася між ним і Ніком Чонгом, керівником відділу маркетингу Zoom.
2 квітня 2013 року, через два місяці після запуску Zoom, Джуді Шнайдер і Пол Доерті розглянули Zoom в розділі «Технічні тренди» керівника будівництва. Їх вибір слів для підведення підсумків їх досвіду було «кохання з першого байта». «Перша зустріч пройшла без проблем», — сказали автори. «Всі прибули вчасно, практично без часу очікування». Загальний тон огляду був позитивним з невеликою згадкою застережень у програмному забезпеченні. Це був також перший огляд, в якому згадується його REST API . У той час не було альтернативних телефонних номерів, які вони вказали в своїй статті. 14 грудня 2013 року Zoom впровадила комутований доступ до версії 2.5 свого програмного забезпечення. У вересні 2013 року, коли відеоконференцзв'язок Zoom був випущений протягом шести місяців, Емілі Рід написала детальний огляд програмного забезпечення, в якому вона зазначила, що «ідеально, якщо ви хочете записати своє зібрання або поділитися своїм екраном на екрані мобільного, але немає обмежень за часом для дзвінків сам на сам з безкоштовним обліковим записом, потенційно дратує проблема, яка полягає в тому, що групові дзвінки з використанням безкоштовного облікового запису обмежуються максимум 40 хвилинами». Читайте також, вважаючи програмне забезпечення корисним для «клієнтів, друзів або сім'ї, в яких немає Skype або Google+», завдяки можливості приєднатися до наради без реєстрації облікових записів.
3 жовтня 2013 року Geek Magazine опублікував збірку альтернатив FaceTime для Android, в яку був включений сервіс Zoom, заявивши, що «хоча Zoom був створений для професійного конференц-зв'язку, його дійсно легко використовувати для особистої діяльності». SheKnows, жіночий розважальний вебсайт, сказав, що «Zoom допомагає молодим підприємствам досягти рівня спілкування, зазвичай призначеного для великих, усталених компаній».
Нітін Прадхан написав редакційну статтю для InformationWeek, в якій він сказав, що «після використання протягом року він став моїм каналом зв'язку для важливих обговорень, навіть більшою мірою, ніж електронна пошта і телефон». 10 вересня 2014 року Пол Річардс, виконавчий директор Haverford Systems, написав огляд ZoomPresence (тепер відомий як Zoom Rooms), зазначивши, що у нього є «просте меню, яке масштабується під потреби [користувача] у витонченому стилі програми». Річардс також високо оцінив підхід «Mac Mini-only» до продукту, маючи на увазі, що це спосіб забезпечити стабільність на всіх конференціях.
2 березня 2021 року на тлі вдалою звітності акції компанії виросли на 11 %. За підсумками минулого року виручка Zoom зросла на 326 %, до $2,65 млрд, а чистий прибуток — до $671,5 млн.
8 березня 2021 року компанія оголосила на своєму китайському вебсайті, що з 23 серпня 2021 р. припинить продажу своїм клієнтам безпосередньо в материковому Китаї.

## Питання з безпекою
У листопаді 2018 року була виявлена уразливість безпеки (CVE-2018-15715), яка дозволила віддаленому неавторизованому зловмиснику підробити UDP повідомлення від учасника зборів або сервера Zoom, щоб задіяти функціональність цільового клієнта. Це дозволить зловмиснику видаляти відвідувачів із зібрань, підробляти повідомлення від користувачів або перехоплювати спільні екрани.
У липні 2019 року дослідник безпеки Джонатан Лейтшух (англ. Jonathan Leitschuh) розкрив уразливість нульового дня, яка дозволяє будь-якому вебсайту примусово приєднувати користувача macOS до виклику Zoom з активованою відеокамерою без дозволу користувача. Після спроби видалення клієнта Zoom macOS програмне забезпечення буде автоматично перевстановлюватися у фоновому режимі, використовуючи прихований вебсервер, який був встановлений на комп'ютері під час першої установки і який залишається активним після спроби видалення клієнта. Zoom оперативно закрив цю вразливість.
4 квітня 2020 року The Washington Post повідомив про витік у відкритий доступ тисячі записів відеодзвінків.
За експлойт під Windows для злому популярного на карантині Zoom просять до 500 тис. При цьому, хоча експлойти виставлені на продаж, їх працездатність не можна вважати доведеною.